# 15724 Zille
15724 Zille (1990 TW3) là một tiểu hành tinh vành đai chính được phát hiện ngày 12 tháng 10 năm 1990 bởi F. Borngen và L. D. Schmadel ở Tautenburg.